# Cala Major
Cala Major (katalanisch für Hauptbucht, auf Spanisch: cala mayor) ist der Name eines Vorortes von Palma sowie der im Ort liegenden kleinen Badebucht im Südwesten der Baleareninsel Mallorca.

## Vorort Cala Major
Der Vorort Cala Major liegt im südwestlichen Teil des Verwaltungsbezirkes der Hauptstadt Palma. Im Jahr 1981 begründete der katalanische Maler Joan Miró und seine Frau Pilar Juncosa an ihrem Wohnort Cala Major die Fundació Pilar i Joan Miró a Mallorca. Sie umfasst seine Ateliers und zahlreiche Werke. 1992 erhielt die Stiftung ihren neuen Hauptsitz durch den Neubau eines Museums, geplant vom Architekten Rafael Moneo auf den Grundstücken von Son Boter, dem Atelier, und Son Abrines, seinem Wohnhaus.

## Strand Cala Major
Der Strand Cala Major ist ein 300 Meter langer Sandstrand. Im Westen ist er begrenzt durch eine kleine Halbinsel, im Osten durch die Strandstraße Avinguda de Joan Miró (Staatsstraße Ma1c). Nördlich liegen große Hotelanlagen.